# Mimambrix
Mimambrix là một chi bướm ngày thuộc họ Bướm nâu.